# Hugh Chisholm
Hugh Chisholm (22. února 1866 Londýn – 29. září 1924 Londýn) byl britský novinář, editor 10., 11. a 12. vydání Encyclopædia Britannica. Byl synem Henryho Williamse Chisholma (1809–1901), člena Výboru pro standardizaci měrných jednotek a vah Britské obchodní rady a bratrem anglické matematičky Grace Chisholm Youngové (1888–1944).

## Životopis
Navštěvoval starou smíšenou veřejnou školu ve Felstedu v Essexu a později Christ Church College na Oxfordské univerzitě, kde v roce 1888 s vyznamenáním absolvoval obor Literae Humaniores. Stal se lektorem na Bar College v Oxfordu a o čtyři roky později byl přijat do Middle Temple, profesního sdružení anglických právníků.
V roce 1892 nastoupil jako zástupce šéfredaktora londýnského večerníku The St James's Gazette, kde byl v roce 1897 povýšen na šéfredaktora. V tomto období napsal řadu článků na politická, finanční a literární témata do různých týdeníků a měsíčníků, díky nimž se stal známým konzervativním literárním kritikem a publicistou. V roce 1899 noviny opustil a stal se šéfredaktorem listu Evening Standard.
V roce 1900 byl vyzván deníkem The Times, aby se jako spoluredaktor podílel na jedenácti svazcích desátého dílu Encyclopædia Britannica. Do pracovní skupiny patřili také zahraniční zpravodaj pro Asii Donald Mackenzie Wallace a rektor Yaleovy univerzity Arthur Twining Hadley. V roce 1903 se stal hlavním editorem 11. vydání, které bylo dokončeno v roce 1910 a vydáno následujícího roku nakladatelstvím Cambridge University Press v roce 1911.
Chisholm byl navržen novým redaktorem The Times jako alternativa k Dawsonovi, dokud nebyl v roce 1913 jmenován šéfredaktorem po svém návratu ze Spojených států amerických, kde redigoval ročenku Britannica (The Britannica Year-Book). V srpnu 1913 byl jmenován ředitelem společnosti.
Poté, co se během první světové války věnoval finančním informacím, v roce 1920 rezignoval a věnoval se třem svazkům dvanáctého vydání Encyclopædie Britannicy, které vyšlo v roce 1922.
Zemřel v Londýně 29. září 1924.